# Caloptilia plagata
Caloptilia plagata là một loài bướm đêm thuộc họ Gracillariidae. Nó được tìm thấy ở Queensland và Bắc Úc.